# Бабин вузол

Бабин вузол

Бабин вузол (англ. Granny Knot — «бабусин вузол») — мотузковий морський вузол, часто застосовуваний для зв'язування мотузок, хусток, ременів. Є поширеним, але дуже ненадійним вузлом. Для відповідальних випадків непридатний, для страхування людей — смертельно небезпечний. Застосовувати його для зв'язування цінних предметів не можна — вузол дуже поганий, оскільки під навантаженням повзе, а без навантаження схильний до саморозв'язування[неавторитетне джерело]. Вважають, що свою назву цей вузол отримав у зв'язку з тим, що споконвіку жінки зав'язували ним кінці головних хусток.
Бабин вузол являє собою два піввузла, зав'язаних послідовно один над іншим в один і той самий бік. Якщо ним зв'язати дві вірьовки і потягнути, то одразу ж видно, що він починає переміщатися по мотузці, ковзати вздовж неї. А якщо його зав'язати близько від одного зі сполучуваних кінців мотузки, то при тязі він може зісковзнути і напевно зіскочить, якщо зв'язують мотузки різної товщини. Про ненадійність вузла далеко не всі знають і продовжують ним користуватися.
Використання даного вузла не може бути нічим виправдано, це приклад класичної небезпечної безграмотності. Замість цього вузла слід застосовувати інші вузли, наприклад, прямий вузол, що відрізняється тільки тим, що другий піввузол в'яжеться в інший бік. Прямий вузол теж далеко не ідеальний, але все ж більш надійний.

## Трансформація в простий штик
Крім його негативних якостей, у нього є і переваги. Моряки застосовують його за здатність за певних умов перетворюватися на простий штик. На кінці троса робиться петля, ходовий кінець його зв'язується з корінним бабиним вузлом, який до кінця не затягують. Петлю накидають на предмет, і під час ривка за корінну частину бабин вузол перетворюється на простий штик.